# What the Hell Happened to Me?
What the Hell Happened to Me? é um álbum do comediante Adam Sandler lançado em 1996. O álbum contém a música "The Chanukah Song", que ficou em 80º lugar no Billboard Hot 100 e em 25º lugar no Modern Rock Tracks. O álbum ganhou dois discos de platina, vendendo 2 milhões de cópias nos Estados Unidos.

## Faixas
1. Joining the Cult
2. Respect
3. Ode to My Car
4. The Excited Southerner Orders a Meal
5. The Goat
6. The Chanukah Song
7. The Excited Southerner Gets Pulled Over
8. The Hypnotist
9. Steve Polychronopolous
10. The Excited Southerner at the Job Interview
11. Do It for Your Mama
12. Crazy Love
13. The Excited Southerner Meets Mel Gibson
14. The Adventures of the Cow
15. Did Doodle
16. The Excited Southerner Proposes to a Woman
17. Memory Lane
18. Mr. Bake-O
19. Sex or Weight Lifting
20. What the Hell Happened to Me?